# Międzynarodowe Stowarzyszenie Sokolnictwa i Ochrony Ptaków Drapieżnych
Międzynarodowe Stowarzyszenie Sokolnictwa i Ochrony Ptaków Drapieżnych (International Association for Falconry and Conservation of Birds of Prey - IAF) powstało 9 kwietnia 1968 roku, jako międzynarodowa organizacja pozarządowa, zarejestrowana w Belgii. 
Skupia organizacje sokolników z całego świata, nie ma indywidualnych członków. Reprezentuje sokolnictwo wobec organizacji międzynarodowych i władz państwowych, wspiera swoich członków w zakresie przepisów międzynarodowych i krajowych dotyczących uprawiania sokolnictwa. 
IAF od 1996 roku jest członkiem IUCN, posiada status obserwatora Komitetu Niematerialnego Dziedzictwa Ludzkości UNESCO. 
Od 2013 Prezydentem IAF jest Adrian Lombard (RPA).
W Polsce do IAF od 1996 roku należy Gniazdo Sokolników.